# Chaetodus bolivianus
Chaetodus bolivianus är en skalbaggsart som beskrevs av Martinez 1956. Chaetodus bolivianus ingår i släktet Chaetodus och familjen Hybosoridae. Inga underarter finns listade i Catalogue of Life.